# Lysimachia alpestris
Lysimachia alpestris là một loài thực vật có hoa trong họ Anh thảo. Loài này được Champ. ex Benth. mô tả khoa học đầu tiên năm 1852.